# Иволговый трупиал
Иволговый трупиал (лат. Gymnomystax mexicanus) — вид птиц семейства трупиаловых. Является единственным представителем рода Gymnomystax.

## Классификация
В 1760 году французский зоолог Матюрен Жак Бриссон включил описание иволгового трупиала в свою «Ornithologie» на основе экземпляра, который, как он ошибочно полагал, был собран в Новой Испании. Он использовал французское название Le troupiale brun de la Nouvelle Espagne и латинское Icterus Fuscus Novae Hispaniae. Хотя Бриссон придумал видовое название, оно не соответствуют биномиальной неменклатуре и не признано Международной комиссией по зоологической номенклатуре. Когда в 1766 году шведский натуралист Карл Линней обновил свою Systema Naturae для двенадцатого издания, он добавил 240 видов, ранее описанных Бриссоном. Одним из них был иволговый трупиал. Линней включил краткое описание, придумал видовое название Oriolus mexicanus, процитировал работу Бриссона.

## Описание и голос
Иволговый трупиал вырастает до 30 см в длину. Полы похожи внешне. Голова, шея, плечи и нижняя часть тела ярко-желтые; спина, крылья, надхвостье и хвост черные. Глаза коричневые и окружены чёрным кольцом, а большой клюв и ноги черноватые. Голос состоит из нескольких громких скрипучих криков.

## Среда обитания
Типичная среда обитания иволгового трупиала — травянистые участки с изолированными деревьями у рек, болота, острова на реках и галерейные леса.

## Образ жизни
Иволговый трупиал обычно встречается парами или небольшими группами. Кормится в основном на земле, особенно в илистых местах у воды Представители данного вида питаются беспозвоночными, такими как дождевые черви, гусеницы и крылатые насекомые, а также лягушками и фруктами, а иногда они разрывают созревающие початки кукурузы, чтобы питаться семенами.
Размножение происходит в мае и июне. Гнездо представляет собой чашеобразную конструкцию около 17 см в диаметре, сплетенную из сухой травы и стеблей сорняков. Яйца бледно-голубые с черными, коричневыми и сиреневыми вкраплениями и пятнами. Блестящий коровий трупиал, гнездовой паразит, иногда откладывает яйца в гнездо иволгового трупиала. Инкубационный период составляет около 18 дней, насиживает исключительно самка. Оба родителя присоединяются к кормлению птенцов мелкими беспозвоночными и лягушками, которых не отрыгивают, а целиком приносят в гнездо в клюве